# Vecchia università di Lovanio

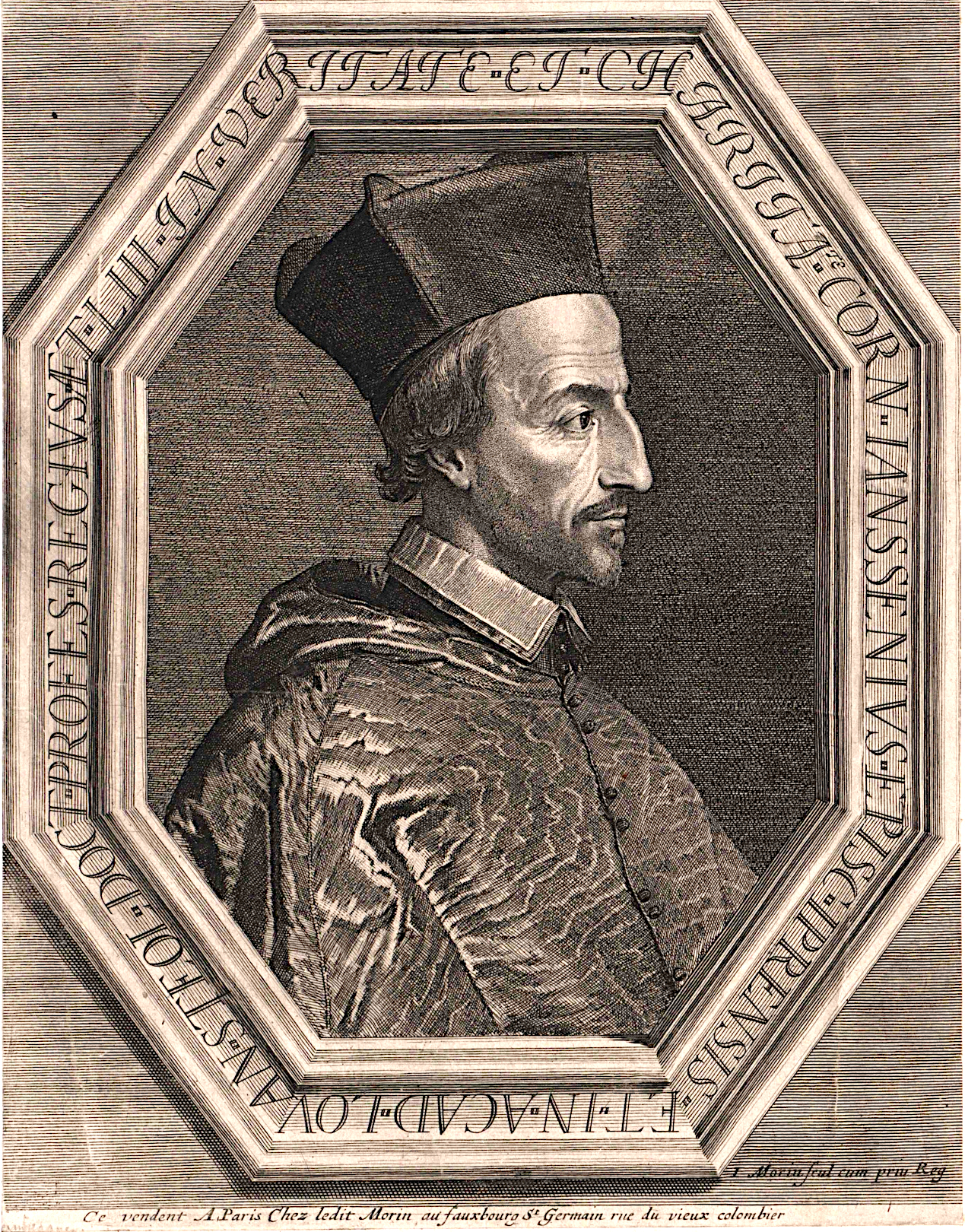
Giansenio, professore e rettore alla vecchia Università di Lovanio, la "Roma giansenista".

La Vecchia università di Lovanio, in latino Studium Generale Lovaniense o Universitas Studiorum Lovaniensis, fu fondata a Lovanio nel 1425 e rimase attiva fino alla sua soppressione nel 1797 da parte degli occupanti francesi.

## Storia
Fu fondata nel 1425 dal principe Giovanni IV di Brabante e dal magistrato della città di Lovanio, nonostante la forte opposizione del capitolo della collegiata di San Pietro che perdeva il suo monopolio d'insegnamento, con il consenso di papa Martino V. Giansenio fu docente e rettore presso l'università, rendendola il principale centro giansenista europeo del Settecento; l'ente fu soppresso nel 1797 dagli occupanti francesi.
Solo nel 1817, dopo la fine dell'occupazione francese, si decise di ristabilire un'università nella città e venne perciò fondata l'università statale di Lovanio che durò solo fino al 1835 (in seguito ai cambiamenti portati dalla rivoluzione belga) ma in quell'anno si trasferì in città l'università Cattolica di Mechelen fondata l'anno precedente e così questo ateneo assunse il nome di Università Cattolica di Lovanio.

## Rettori

### XV secolo
- 1426 Wilhelmus Nepotis, primus rector.
- 1427. Joannes a Groesbeck, legum doctor, I.
- 1427: Joannes de Neele, medicinae doctor, I.
- 1427: Gerardus de Bruyn, decr. bacc., decanus S. Petri.
- 1428: Radulphus de Beringhen, decr, lic, I.
- 1428: Daniel de Blochem, baccal. legum.
- 1428: Henricus Custodis, ab Oosterwyck, med. doc., I.
- 1428: Joannes de Hasselt, fuit primus Ethicus.
- 1429. Nicolaus de Prumea, J. U. doctor, I.
- 1429: Henricus de Piro, legum doctor. Obiit Carthusianus.
- 1429: Henricus Custodis, II.
- 1429: Joannes Rodolphi, alias Flamingi, J. U. bacc., I.
- 1430: Henricus de Mera, decr. doctor, decanus S. Petri. I.
- 1430: Joannes de Susantlegier, legum licentiatus.
- 1430: Joannes de Wesalia, medicinae doctor, I.
- 1430: Petrus de Renesse, artium mag.
- 1431: Nicolaus de Prumea, II.
- 1431: Henricus Retheri, dictus Yserenhooft, legum doctor.
- 1431: Joannes de Neele, II.
- 1431: Joannes de Voerda, decretorum licentiatus.
- 1432: Arnoldus de Reysenaelde, decretorum doctor, I.
- 1432: Joannes Lichton, de Scotia, J. U. baccalaureus.
- 1432: Joannes Stockelpot, Lovaniensis, med. lic, I.
- 1432: Joannes Block.
- 1433: Nicolaus Midy, sacrae theologiae doctor.
- 1433: Arnoldus de Reysenaelde, II.
- 1433: Joannes de Groesbeck, II.
- 1433: Joannes de Wesalia, II.
- 1434: Antonius Haneron, fundator collegii S. Donatiani.
- 1434: Jacobus de Vinea, sacrae theologiae bacc.
- 1434: Arnoldus de Reisenaelde, III.
- 1434: Joannes Aurifabri, decretorum baccalaureus legum licentiatus. Obiit praeses Luxemburgensis.
- 1435. Henricus Scatter, medicinae doctor, chorepiscopus.
- 1435: Nicolaus Lamberti, de Valkenisse, I.
- 1435: Heimericus de Campo, sacrae theologiae professor, I.
- 1435: Ludovicus de Garsiis, J. U. doctor, clericus camerae apostolicae.
- 1436: Joannes Guilbaut, legum baccalaureus, archidiaconus Ostrovandiae.
- 1436: Sebertus de Neele, medicinae doctor.
- 1436: Joannes de Stembier, Leodiensis, baccalaureus legum, lic. decretor.
- 1436: Andreas Horenbort, de Capella, bacc. dec. et theol. bacc. form.
- 1437: Henricus de Mera, decanus, II.
- 1437: Joannes de Gronsselt, legum doctor, I.
- 1437: Joannes de Neele, III.
- 1437: Henricus de Loe, Sanctae Theologiae baccalaureus. Moritur Carthusianus.
- 1438: Heimericus de Campo, II.
- 1438: Ludovicus de Garsiis, II.
- 1438: Joannes de Gronsselt, II.
- 1438: Joannes de Wesalia, III.
- 1439: Hermannus Brant, in decretis baccalaureus.
- 1439: Heimericus de Campo, III.
- 1439: Wilhelmus Bont, Lovaniensis, J. U. doctor.
- 1439: Antonius Laecman, Zonnius, leg. doc., decretorum licentiatus.
- 1440: Nicolaus Lamberti, de Valkenisse, medicinae doctor, II.
- 1440: Wilhelmus de Eechaute, artium mag.
- 1440: Henricus de Dunghen, S. Th. bacc. formatus.
- 1440: Joannes de Reysen, dec. doctor. Abeunti Heidelbergam succedit
- 1440: Joannes Rodolphus, lic. in decretis, II.
- 1441: Joannes Rym, legum licentiatus, decretorum baccalaureus.
- 1441: Joannes Sucquet, medicinae licent., I.
- 1441: Godefridus de Gomple, primus regens et fundator Castri.
- 1441: Andreas Horenbort, de Capella, S. Th. prof., II.
- 1442: Conradus de Mera, J. U. doctor, miles in armis, II.
- 1442: Joannes de Gronsselt, III.
- 1442: Adamus Bogaert, de Dordraco, med. doctor, I.
- 1442: Joannes Widoe, de Herck, primus fundator Porci.
- 1443: Heimericus de Campo, IV.
- 1443: Wilhelmus Bont, decanus et cancellarius, II.
- 1443: Generosus D. Dionysius de Montmorency, legum licentiatus.
- 1443: Joannes Stockelpot, med. doct., pastor S. Jacobi.
- 1444: Georgius Bourgensis, de Cameraco, legum lic.
- 1444: Joannes Varenacker, S. Th. prof., plebanus S. Petri.
- 1444: Conradus de Mera, II, dominus de Grasen, de statibus Brabantiac.
- 1444: Gerlachus Bont, Lovaniensis, legum doctor, I.
- 1445: Ludovicus de Vettere, de Diest, med. doctor.
- 1445: Andreas Colin, de Furnis, decretorum licentiatus.
- 1445: Andreas Horenbort, de Capella, III. Hic incipit series rectorum semestrium qui bis in anno eligebantur et qui per unum semestre fungebant munere.
- 1446: Radulphus de Beringen, decretorum doctor, II.
- 1446: Joannes de Gronsselt, IV.
- 1447: Joannes Sucquet, med. doctor, II.
- 1447: Carolus Viruli, I, primus regens et fundator Lilii.
- 1448: Heimericus de Campo. V.
- 1448: Wilhelmus Bont, III.
- 1449: Gerlacus Bont, II.
- 1449: Adamus Bogaert, H.
- 1450: Gerardus Sprunck, de Harlem, S. Th. bacc. formatus.
- 1450: Joannes Varenacker, II.
- 1451: Radulphus de Beringhen, III.
- 1451: Antonius Laecman, II.
- 1452: Joannes Stockelpot, III.
- 1452: Henricus de Ghestel, S. Th. bacc. formatus. Obiit decanus Mechlin.
- 1453: Heimericus de Campo, VI.
- 1453: Balduinus Henrici, de Zierixzce, decretorum doctor, I.
- 1454: Joannes de Gronsselt, V.
- 1454: Adamus Bogaert, III.
- 1455: Leonardus Kriecke, de Bruxella, S. Th. baccalaureus.
- 1455: Joannes Ruysche, Mechliniensis, S. Th. professor.
- 1456: Joannes de Lizura, decretorum doctor, praepositus Moguntinus.
- 1456: Joannes de Gronsselt, VI.
- 1457: Joannes Spierinck, medicinae doctor, physicus ducis, I.
- 1457: Petrus de Rivo, S. Th. bacc. formatus, I.
- 1458. Egidius Bailloeul, S. Th. professor.
- 1458: Balduinus de Zierixzce, II.
- 1459: Gerlachus Bont, III.
- 1459: Adamus Bogaert, IV.
- 1460: Joannes de Cloetinghen, S. Th. licent.
- 1460: Joannes Varenacker, III.
- 1461: Balduinus Henrici, de Zierixzee, III.
- 1461: Joannes de Papenhoven, legum lic, I.
- 1462: Joannes Spierinck, II.
- 1462: Joannes de Wellis, med. bacc., I.
- 1463. Henricus de Zoemeren, S. Th. prof.
- 1463: Robertus de Lacu, J. U. doctor, I. Fundavit collegium S. Ivonis Cognomento Peymam.
- 1464. Joannes de Gronsselt, VII.
- 1464: Adamus Bogaert, V.
- 1465. Carolus Viruli, II.
- 1465: Egidius Bailloeul, II.
- 1466. Petrus Boet, decretorum licentiatus.
- 1466: Joannes de Papenhoven, legum doctor, II.
- 1467: Joannes de Wellis, med. doctor II
- 1467: Reinerus Rotarius, de Leodio.
- 1468: Gaspar de Kinschot, de Turnhout, S. Th. bacc. formatus.
- 1468: Wilhelmus Arnoldi, de Delft, J. U. doctor, I.
- 1469: Nicolaus Blyen, legum doctor, I.
- 1469: Adamus Bogaert, VI.
- 1470. Nicolaus de Mera, Trajectensis, regens Porci, I.
- 1470: Joannes Varenacker, IV.
- 1471: Robertus de Lacu, II.
- 1471: Gerlacus Bont, IV.
- 1472: Joannes de Wellis, HI.
- 1472: Henricus Stoep, legum baccalaureus.
- 1473: Egidius Bailloeul, HI.
- 1473: Joannes de Thimo, Lovaniensis, dec. lic, post doctor et decanus.
- 1474: Nicolaus Kant, legum lie.
- 1474: Adamus Bogaert, VII.
- 1475: Nicolaus Pannetier, de Binchio, J. U. bacc., I.
- 1475: Nicolaus Hellis, S. Th. professor, I.
- 1476. Robertus de Lacu, III.
- 1476: Nicolaus Blyen, II.
- 1477: Petrus de Rivo, S. Th. professor, II.
- 1477: Lottinus Viruli.
- 1478: Petrus de Rivo, III.
- 1478: Theodoricus de Viridi Valle, decretorum licentiatus, I.
- 1479: Joannes vander Neele, legum lic.
- 1479: Joannes Spierinck, III.
- 1480: Nicolaus de Mera, II.
- 1480: Nicolaus Hellis, de Duynkercke, II.
- 1481: Hugo de Hove, J. U. lic.
- 1481: Arnoldus Wiemerssche, de Aldenardo, J. U. doctor.
- 1482: Joannes Moeselaer, S. Th. bacc. Nicolaus Viruli.
- 1483: Joannes Moederloes, S. Th. prof., I.
- 1483: Wilhelmus Arnoldi de Delft, II.
- 1484: Ludovicus Roelants, J. U. doctor.
- 1484: Joannes Inchy, alias de Vallibus, med. doctor, I.
- 1485: Hugo de Nova Ecclesia, S. Th. bacc. formatus.
- 1485: Joannes Bourgeois, a Montibus, S. Th. prof., I. Obiit episc. Cyrenensis.
- 1486: Joannes Noyens, de Turnhoul, J. U. doctor.
- 1486: Joannes Gousseti, Burgundus, J. U. doctor. Obiit decanus Morinorum.
- 1487: Gaspar iîSgidii, de Leodio, med. doctor, I.
- 1487: Balduinus Wilhelmi, de Delft, S. Th. bacc. formatus.
- 1488: Nicolaus Hellis, III.
- 1488: Conradus de Sarto, decr. lic.
- 1489: Petrus de Thenis, Lovaniensis, J. U. doctor.
- 1489: Joannes Inchy, II.
- 1490: Nicolaus de Mera, HL
- 1490: Joannes Bourgeois, II.
- 1491: Henricus Deulin, de Minori Villa, decr. doctor.
- 1491: Simon de la Valle, Montferratensis, J. U. doctor.
- 1492: Gaspar Egidii, de Leodio, II.
- 1492: Nicolaus Pannetier, II.
- 1493: Adrianus Florentii, de Trajecto, S. Th. prof., I, postea Pontifex.
- 1493: Joannes Godefridi, de Scondee, alias de Wemelinghen, J. U. doctor, I.
- 1494. Florentius Oom, de Wyngaerde, Haejensis, J. 1). doctor.
- 1494: Gaspar Egidii,de Leodio, III.
- 1495: Gualterus de Beka, decr. licentiatus, I.
- 1495: Nicolaus Hellis, IV.
- 1496. Petrus Lapostole, J. U. doctor, I.
- 1496: Petrus de Thenis, II.
- 1497: Gaspar Aegidii, IV.
- 1497: Gislenus Lodyck, de Poperingis.
- 1498: Joannes Moederloes, II.
- 1498: Theodoricus de Viridi Valle, dec. doctor, II.
- 1499: Gabriel de Mera, Bredanus, J. U. doctor, 1.
- 1499: Leo Outers, de Hondischota, I. Obiit cancellarius Leodiensis.

### XVI secolo
- 1500: Wilhelmus Joannis Lamberti, de Vianen, S. Th. bacc. formatus, I.
- 1500: Adrianus Florentii, decanus, II.
- 1501: Petrus Lapostole, II.
- 1501: Gualterus de Beka, J. U. doctor, II.
- 1502: Jacobus Bogaert. Valencenensis, med. doctor. I.
- 1502: Leo Outers, decret, licentiatus, II.
- 1503: Joannes Bourgeois, III.
- 1503: Joannes de Wemelinghen, II.
- 1504: Nicolaus Everardi, de Middelburg, J. U. doct. Obiit praeses Mechliniensis, pater illustrissimi poetae Iani Secundi.
- 1504: Jacobus Bogaert, II.
- 1505: Theodoricus Thomae, de Amstelredamis.
- 1505: Joannes Briaert, ab Ath, S. Th. prof., I.
- 1506: Dionysius Vischaven, Mechliniensis, decr, doctor. I.
- 1506: Gabriel de Mera, II.
- 1507: Jacobus Bogaert, III.
- 1507: Joannes Nicolai de Palude, Lovaniensis, dec. lic , I.
- 1508: Wilhelmus de Vianen, S. Th. prof., II.
- 1508: Petrus de Thenis, III.
- 1509: Gualterus de Beka, III.
- 1509: Jacobus Bogaert, IV.
- 1510: Antonius Wilhelmi, de Poortvliet, S. Th. bacc. formatus.
- 1510: Joannes Briaert, II.
- 1511: Dionysius Vischaven, II.
- 1511: Petrus Zelle, de Herenthals, legum doctor, dec. bacc., 1.
- 1512: Jacobus Bogaert, V.
- 1512: Nicolaus Coppin, de Montibus, I.
- 1513: Lucas Gualteri de Conitio, S. Th. prof.
- 1513: Joannes Nicolai de Palude, decr, doctor, II.
- 1514: Gabriel de Mera, I?.
- 1514: Joannes Calaber, Lovaniensis, med. doctor, I.
- 1515. Joannes Nevius, de Hondischota, S. Th. bacc.
- 1515: Antonius Crabbe, Mechliniensis, S. Th. prof.
- 1516: Dionysius Vischaven, III.
- 1516: Petrus Zelle, II.
- 1517: Joannes Calaber, II.
- 1517: Cornelius de Werdt, S. Th. lic.
- 1518: Joannes Driedo, de Turnhout, S. Th. prof., I.
- 1518: Cornelius de Meldert, Bruxellensis, decr, doctor.
- 1519: Joannes Stephani, de Nivella, legum doctor, antea pensionarius.
- 1519: Joannes Calaber, III.
- 1520: Nicolaus Coppin, de Montibus, II.
- 1520: Godescalcus Rosemondt, ab Eyndhovia, S. Th. prof.
- 1521: Judocus Vroye, de Gavere, J. U. doctor, I.
- 1521: Ludovicus de Schore, Lovaniensis, J. U. doct. Obiit praeses Bruxell.
- 1522: Aegidius de Pape, Lovaniensis, med. doct.
- 1522: Matthaeus Theodorici, de Dordraco, S. Th. Lic. .
- 1523: Martinus Dorpius, a Nueldwyck, S. Th. prof.
- 1523: Joannes Nicolai de Palude, III.
- 1524: Petrus Zelle, III.
- 1524: Adamus Bogaert, Lovaniensis, med. doctor. Obiit Franciscanus.
- 1525: Joannes Scarley , Buscoducensis, S. Th. bacc.
- 1525: Wilhelmus Vianensis, plebanus.
- 1526: Joannes Nicolai de Palude, IV.
- 1526: Joannes de Myrica, Lovaniensis, J. U. doctor. Sub eo habitus est jubilaeus universitatis ante centum annos erectae. Sequitur series rectorum post jubilaeum universitatis.
- 1527: Leonardus Willemaers Lovaniensis, med. lic, post doctor.
- 1527: Joannes Sandraert, Montensis, S. Th. lic.
- 1528: Nicolaus Coppin, decanus et cancellarius, III.
- 1528: Gabriel de Mera, IV.
- 1529: Judocus Vroye, II.
- 1529: Joannes Heems, ab Armenteria, med. doctor, I.
- 1530: Petrus Curtius, Brugensis, I. Obiit episcopus Brugensis.
- 1530: Ruardus Tapper, ab Enchusia, S. Th. prof., I.
- 1531: Michael Driutius, de Casleto, J. U. doctor, I. Fundator collegii.
- 1531: Hermes de Winghe, Rotnacensis, J. U. doctor, I.
- 1532: Joannes Heems, II.
- 1532: Paulus Roelsius, à Teneramunda, I.
- 1533: Joannes Driedo, II.
- 1533: Cornelius Meldert, I.
- 1534: Hermes de Winghe, II. Obiit consiliarius secreti consilii.
- 1534: Michael Driutius, II.
- 1535: 1535. Joannes Heems, III.
- 1535: Joannes Doye, Valencenensis, S. Th. prof.
- 1536: Joannes Lobellius, Boloniensis, dec. doct.
- 1536: Hermes de Winghe, III.
- 1537: Jacobus Latomus, S. Th. professor.
- 1537: Christophorus de Hanebeke, de Fraxinis, S. Th. lic.
- 1538: Petrus Curtius, S. Th. prof., pastor S. Petri, II.
- 1538: Michael Driutius, officialis, III.
- 1539: Gisbertus Loyden, Buscoducensis, J. U. lic, I.
- 1539: Hieronymus Blyoul, Bruxellensis, J. U. doctor, I.
- 1540: Servatius Heynsberch , Aquensis, S. Th. lic.
- 1540: Joannes Leonardi, Hasselensis, S. Th. prof. Obiit Tridenti.
- 1541: Reinerus Joannis, ab Enchusia, J. U. doctor.
- 1541: Gisbertus Loyden, II.
- 1542: Carolus Gosuinus, Brugensis, med. doctor, I.
- 1542: Petrus Montanus Buretius, a Parwais, S. Th. lic. Moritur Franciscanus.
- 1543: Franciscus de Campo, Sonnius, S. Th. prof. Obiit episc. Antverp.
- 1543: Hieronymus Blyoul ,II.
- 1544: Robertus Martenius, a Valencenis, J. U. licent.
- 1544: Tilmannus Clerici, a Geldorp,S. Th. lic, praesidens collegii pontif.
- 1545: Judocus Ravesteyn, Tiletanus, S. Th. lic, I.
- 1545: Ruardus Tapper, decanus et cancellarius, II.
- 1546: Cornelius Meldert, II.
- 1546: Ludovicus Pory, Aeriensis, J. U. doctor.
- 1547:  Carolus Gosuinus, II.
- 1547: Joannes Steinaerts, Merius seu de Meuwen, S. Th. bacc., regens Castri. Ш8.
- 1547: Petrus Curtius, III.
- 1547: Vulmarus Bernaerts, Eeckensis, J. U., lic, I. tum
- Nicolaus Dervilleers, Montensis, J. U. lic, I. Ш9- i Idem, II.
- 1550. Joannes Heems, IV.
- 1550: Judocus Ravesteyn, S. Th. prof., IT.
- 1551: Vulmarus Bernaerts, II.
- 1551: Christophorus Gent, Noviomagus, J. U. doctor.
- 1552: Joannes de Winckele, Lovaniensis, med. doct. Fundator collegii.
- 1552: Aegidius Delleren, de Bossuto, S. Th. lie, regens Porci.
- 1553: Michael Baius sive Michael de Bay, ab Atho, S. Th. prof.
- 1553: Vulmarus Bernaerts, III.
- 1554: Nicolaus Dervilleers, J. U. doctor, III.
- 1554: Joannes a Bononia, Siculus, S. Th. doctor.
- 1555: Henricus Damen, de Mierloa, S. Th. lic, pastor S. Quintini.
- 1555: Adamus Cornelii, a Brouwershaven, S. Th. prof.
- 1556: Vulmarus Bernaerts, IV.
- 1556: Nicolaus Dervilleers, IV.
- 1557: Wernherus Aerdius, Noviomagus, S. Th. lic.
- 1557: Joannes Valerius, Aldenardensis, J. U. lic.
- 1558: Martinus Balduini, Rithovius, S. Th., prof., nunc episcopus Iprensis.
- 1558: Joannes Molinaeus, Gandensis, J. U. doctor.
- 1559: Gisbertus Loyden, III.
- 1559: Paulus Roelsius, II.
- 1560: Petrus Morelius, de Gondicuria, S. Th. bace, regens Falconis.
- 1560: Joannes Hessels, Lovaniensis, S. Th. prof.
- 1561: Vulmarus Bernaerts, V.
- 1561: Gisbertus Loyden, IV.
- 1562: Jacobus Varentius, Aldenardensis, med. doct. I.
- 1562: Franciscus Favillon, ab Ochia, S. Th. bacc., regens Lilii.
- 1563: Augustinus Hunnaeus, Mechliniensis, S. Th. prof.
- 1563: Gerardus Caverson, Lovaniensis, J. U. lic, postea doctor.
- 1564: Matthaeus Ruckebusck, Casletensis, J. Ut. lic, nunc decanus Cameracensis.
- 1564: Jacobus Varentius, II.
- 1565: Joannes Laet, a Baerdwyck, S. Th. lic, regens Castri.
- 1565: Thomas Gozaeus, a Bello Monte, S. Th. prof.
- 1566: Joannes de Bievene, Montensis, J. U. doctor, I.
- 1566: Gisbertus Loyden, V.
- 1567: Carolus Gosuinus, III.
- 1567: Matthaeus Boden, a Rueckelinga, S. Th. bacc., regens Porci, I.
- 1568: Cuncrus Petri, a Brouwershaven, S. Th. prof. Obiit episcopus Leovardiensis.
- 1568: Vulmarus Bernaerts, VI.
- 1569: Gisbertus Loyden, VI.
- 1569: Jacobus Varentius, III.
- 1570: Melchior Ryckenroy, Mechliniensis, S. Th. lic.
- 1570: Cornelius Reineri, Goudanus, S. Th. prof.
- 1571: Gisbertus Schoock, Bommelensis, J. U. doctor.
- 1571: Stephanus van Craesbeeck, Lovaniensis, J. U. doct. I.
- 1572: Idem, Stephanus van Craesbeeck, II.
- 1572: Jacobus Sapidus, Athensis, S. Th. lie, regens Falconis.
- 1573: Robertus Malcotius, Lovaniensis, S. Th. prof., pastor S. Petri.
- 1573: Theodoricus Peelmans, Mierdensis, J. U. lic. I.
- 1574:  Stephanus van Craesbeeck, III. Fit consiliarius Brabantiae.
- 1574: Joannes Blondel, Insulensis, medic. lic, nunc doct. Societatis Jesu.
- 1575: Matthaeus Boden, S. Th. licentiatus,II.
- 1575: Henricus Gravius, Lovaniensis, S. Th. prof.
- 1576: Joannes de Bievene, II.
- 1576: Joannes Kemmerius, Lovaniensis, J. U. lic. I.
- 1577: Cornelius Reineri, II.
- 1577: Theodoricus Peelmans, II.
- 1578: Joannes Molanus, Lovaniensis, S. Th. professor.
- 1578: Ludovicus Leunius, Lovaniensis, J. U. lic, moritur 2 octobris.
- 1578: Joannes Kemmerius, II.
- 1579. Joannes Bellenus, Rhetensis, J. U. lic.
- 1579: Joannes Gualteri Wiringus, Lovaniensis, med. doct., I. Viduus fit presbyter.
- 1580: Jacobus Baïus, Mechlinensis, S. Th. lic., decanus S. Jacobi.
- 1580: Joannes Lens, Belliolanus, S. Th. prof.
- 1581: Ioannes Verhaegen, a Riemenant, J. U. doctor, officialis, I.
- 1581: Idem Ioannes Verhaegen, II.
- 1582: Joannes Gualteri Wiringus, II.
- 1582: Henricus Cuyckius, Culenburgensis.
- 1583: Embertus Everaerts, Arendoncanus, S. Th. lic.
- 1583: Ioannes Verhaegen, III.
- 1584. Idem, Ioannes Verhaegen, IV.
- 1584: Joannes ab Egmont, Antverpiensis, S. Th. doctor.
- 1585: Petrus a Fine, Liropius, S. Th. lic., pastor ad S. Quintinum, I.
- 1585: Aegidius Wallius, Brugensis, S. Th. doct.
- 1586:  Joannes de Bievene, J. U. doct., III.
- 1586: Petrus Gudelinus, Athensis, J. U. lic. ct prof,
- 1587: Joannes Gualteri Wiringus, med. doct., III.
- 1587: Hieronymus Bogardus, Lovaniensis, in Divi Petri canonicus.
- 1588: Henricus Cuyckius, S. Th. doct., vicarius generalis et officialis archiepiscopi Mechliniensis.
- 1588: Nicolaus Goblet, Lovaniensis, J. U. doctor.
- 1589: Petrus Gudelinus, J. U. lic., creatus tum doctor.
- 1589: Nicolaus de Leuze, a Fraxinis, S. Th. licentiatus, postulatus a Facultate medicinae.
- 1590: Idem Nicolaus de Leuze in Facultate artium.
- 1590: Jacobus Jansonius, Amstelodamensis, S.Th. doctor.
- 1591: Joannes de Bievene, J. U. doct., IV.
- 1591: Ludovicus Carrion, Brugensis, J. U. doct.
- 1592: Adrianus Romanus, Lovaniensis, med. lic.
- 1592: Joannes de Pieremont, Bruxellensis, regens Lilii.
- 1593: , Tungrensis, S. Th. doct.
- 1593: Idem, Joannes Clarius, II, postulatus a Facultate SS. canon.
- 1594: Gerardus Corselius, Leodiensis, J. U. doct.
- 1594: Thomas Fienus, Antverpiensis, med. doctor et professor.
- 1595: Petrus a Fine, Liropius, II.
- 1595: Thomas Stapletonus, Anglus, S Th. professor.
- 1596: Joannes Wiringus, Campensis, J. U. doct.
- 1596: Jacobus van Haecht, Lovaniensis, J. U. doct. et can. prof, ordin.
- 1587: Joannes Dillenus, S. Th. lic., postulatus a Facultate med.
- 1587: Lambertus Damidde, Leodiensis, J. U. lic. , regens Lilii.
- 1588: Iacobus Baius, S. Th. doct., II.
- 1588: Petrus Vermy, Ultrajcctinus, J. V. doct., I.
- 1589: Gerardus Corselius, J. U. doct., II.
- 1589: Thomas Fienus, med. doct., II.

### XVII secolo
- 1600: Petrus a Fine, Liropius, S. Th. lic. , III.
- 1600: Samuel Loyaerts, Attenhovius, S. Th. doct.
- 1601: Stephanus Weyms, a Voerda, J. U. doct. et prof.
- 1601: Gerardus Corselius, J. V. doct., III.
- 1602: Joannes Malderus, S. Th. doct., postulatus a Facultate med.
- 1602: Servatius Sassenus, Lovaniensis, S. Th. lic, regens paedagogii Porci.
- 1603: Joannes van Hamme, Lovaniensis, S. Th. doctor.
- 1603: Stephanus Weyms, J. U. doct., II.
- 1604: Gerardus Corselius, J. U. doct., IV.
- 1604: Thomas Fienus, med. doct., III.
- 1605:  Laurentius Zoënius, Breënsis, S. Th. lic. , regens paedagogii Falconis.
- 1605: Wilhelmus Fabricius, Noviomagus, S. Th. doct.
- 1606: Petrus Vermy, J. U. doct., II.
- 1606: Gerardus Corselius, J. U. doct., V.
- 1607: Joannes Paludanus, Hechlinicnsis, S. Th. doct., postulatus a Facultate med., I.
- 1607: Franciscus Dralantius, S. Th. lic, regens paedagogii Porci.
- 1608: Jacobus a Castro, Amstelodamensis, S. Th. doct.
- 1608: Petrus Vermy, J. U. doct., III.
- 1609: Gerardus Corselius, J. U. doct., VI.
- 1609: Joannes Buterne, Braniensis, S. Th. baccalaureus. J. U. lic, regens Castri, postulatus a Facultate medicinae.
- 1610: Idem, Joannes Buterne, II, in Facultate artium.
- 1610: Wilhelmus Mercerus, ab Atho, S. Th. doct.
- 1611: Andreas del Vaulx, Andanensis, J. U. doct. et decret, prof. reg.
- 1611: Joannes Peelmans, Silvaeducensis, J. U. doct., I.
- 1612: Idem, Joannes Peelmans, II, postulatus a Facultate med.
- 1612: Joannes Massen, Leodiensis, S. Th. lic, regens Lilii.
- 1613: Aegidius du Bay, Athensis, S. Th. doct.
- 1613: Petrus Vermy, J. U. doct., IV.
- 1614: Idem Petrus Vermy, J. U. doct., VII.
- 1614: Gerardus Corselius VIII, postulatus a Facultate med.
- 1615: Antonius Vossius, Utrajectensis, S. Th. lic, regens Falconis.
- 1615: Joannes Paludanus, S. Th. doct., II.
- 1616. Adrianus de Proost, Gandensis, J. U. doct.
- 1616: Gerardus Corselius, J. U. doct., IX.
- 1617: Joannes Wiggers, Diestensis, S. Th. doct., postulatus a Facultate med.
- 1617: Joannes van T'Stestich, Mcchliniensis, J. V. doct.
- 1618. Joannes Wiggers, S. Th. doct., II.
- 1618: Adrianus de Proost, J. U. doct., II.
- 1619: Adrianus Baecx, Mcchliniensis, J. U. doct., praeses collegii Buslidiani, canonicus et cantor in D. Petri, post decanus et canonicus in Oorschoto.
- 1619: Joannes Sturmius, Mechliniensis, medicin. doct. et matheseos prof, reg.
- 1620: Raphaël Gemma, Lovaniensis,
- 1621: Andreas del Vaulx, J. U. doct., II.
- 1621: Jacobus du Bay, Athensis, J. U. lic. et prof. cod. extraord.
- 1622: Gerardus de Villers, Lovaniensis, medicinae doct. et prof, ordin.
- 1622: Jacobus Daulmerie, Athensis, regens Fatconis.
- 1623: Christianus Beusecum, Amersfortius, S.Th. doct. et prof,
- 1623: Joannes van T'Stestich, J. U. doct., II.
- 1624: Stephanus Weyms, J. U. doct., III.
- 1624: Michael Ophemius, Lovaniensis, med. doct. et prof, regius.
- 1625: Wilhelmus van de Velde, J. U. lic, praeses collegii D. Ivonis.
- 1625: Wilhelmus ab Angelis, Silvaeducensis, S. Th. doct. et prof,
- 1626: Andreas del Vaulx, J. U. doct., III.
- 1626: Henricus Zoesius, Amersfortius, J. U. doct., quo rectore anno 1626 Academia secundum annum saecularem sive jubilaeum celebravit. Obiit Zoesius 16 febr. anno 1627, rector existens.
- 1627: Gerardus de Villers, med. doct. et prof. prim., II. Aberat Mechliniae, sed ei scribitur, 24 febr. praestat juramentum.
- 1627: Martinus Caverenne, Chinacensis, artium doct. et J. U. lic, tunc praeses collegii Ordinis Teutonici.
- 1628: Henricus Paridanus, Mechliniensis, S. Th. doct. et prof.
- 1628: Joannes van T'Sestich, J. U. doct. et prof., praeses collegii S. Donatiani, III.
- 1629: Stephanus Weyms, J. U. doct. et prof, prim., IV.
- 1629: Thomas Fienus, med. doct. et prof, recusavit. Tunc postulatus est ac electus
- 1629: Fredericus Havens, postulatus est ac electus post recusationem Thomae Fieni; J. U. lic., cantor D. Petri et collegii Trilinguis praeses, I.
- 1630: Claudius Losson, S. Th. lic., regens Falconis.
- 1630: Joannes Schenckelius, S. Th. doct. et prof., excusatus ob infirmitatem pro hac vice, et electus est 1630: Wilhelmus Mercerus, S.Th. doct. et prof., decanus ad D. Petrum, II.
- 1631: Andreas Vallensis, alias del Vaulx, J. U. doct., IV.
- 1631: Iacobus Baius sive Iacobus de Bay, J. U. lic. et prof., II.
- 1632: Idem, Iacobus Baius sive Iacobus de Bay, postulatus a Facultate medica, III.
- 1632: Nicolaus Vernulaeus, S. Th. lic., eloquentiae christianae prof, et historiographus regius, I.
- 1633: Christianus Beusecum, S. Th. doct. et prof., II.
- 1633: Petrus Stockmans, Antverpiensis, J. U. doct. et prof, regius, I.
- 1631: Henricus van den Creeft, Trudonensis, J. V. doct., praeses collegii S. Oonatiani, I.
- 1631: Vopiscus Fortunatus Plempius, Amstelodamensis, med. doct. et prof,, I.
- 1638: Antonius Dave, S. Th. lic., ethices christianae prof., regens paedagogii Porci, presbyter ac dein S. Th. doc, I.
- 1638: Cornelius Iansenius, Leerdamensis, S. Th. doct. et prof, regius, I., fuit auctor Iansenismi
- 1638: Petrus Stockmans, J. U. doct. et prof., simul et linguae graecae prof,, II.
- 1639: Henricus van den Creeft, J. U. doct., praeses collegii S. Donatiani, U.
- 1639: Vopiscus Fortunatus Plempius, med. doct. et prof,, II.
- 1639: Joannes Bancx, Trudonensis, presbyter, S. Th. lic, regens paedagogii Falconis.
- 1639: Libertus Fromondus, Haccurianus, S. Th. doct. et prof, regius, collegii Trilinguis praeses.
- 1639: Fredericus Havens, presb., J. U. lic, canonicus D. Petri, collegii Trilinguis praeses, II.
- 1639: Henricus Haulthomme, Marquetais, presbyter, J. U. lic., prof., praeses collegii S. Ivonis, postulatus a Facultate juris civilis, I.
- 1639: Petrus Dorlicx, Zonhovius, med. doct. et prof, ordin., I.
- 1640: Baldricus Buterne, Montensis, presbyter, J. U. lic, regens paedagogii Lilii.
- 1640: Gerardus van Werm, Mosae-Trajectinus, presbyter, S. Th. doct. et prof, regius, collegii Atrebatensis praeses, I.
- 1641: Jacobus Santvoert, Amersfortius, J.U.doct. et prof, jur. pontificii primarius, decanus D. Jacobi. Vice-rector Stockmans, et ut esset vice-rector ecclesiasticus, constitutus est die 5 maii anno 1641
- 1641: Cornelius de Pape. Henricus Loyens, Mosae-Trajectinus, J. V. doctor et prof., I.
- 1642: Petrus Dorlicx, med. doct. et prof,, II.
- 1642: Philippus a Zuerendonck, Silvaeducensis, presbyter, S. Th. lie, ecclesiae S. Joannis Buscoducensis canonicus, collegii S. Annae praeses, I.
- 1643. Joannes Sinnigh, Corcagiensis, Hibernus, S. Th. doct. et prof,, collegii Majoris S. Spiritus praeses, I.
- 1643: Henricus Haulthomme, presbyter, J. V. lic. et prof, ord., praeses collegii S. Ivonis, II.
- 1644: Valerius Andreas, Desselius, J. V. doct. et prof. regius, II.
- 1644: Nicolaus Vernulaeus, presbyter, S. Th. lic, historiographus regius, publicus eloquentiae christianae prof., postulatus a Facultate medica, II.
- 1645: Idem, Nicolaus Vernulaeus, pro sua Facultate artium, III.
- 1645: Jacobus Pontanus, Hermaliensis, S. Th. doct., canonicus D. Petri, apostolicus et regius librorum censor, praeses collegii Viglii, I.
- 1646: Franciscus de Baillencourt, Nivellensis, presbyter, J. V. lic. et profess., collegii Winckcelii praeses, I.
- 1646: Henricus Loyens, J. V. doct. et prof,, II.
- 1647: Vopiscus Fortunatus Plempius, med. doct. et prof., III.
- 1647: Joannes Becht, Helebecanus, ex agro Athensi, presbyter, S. Th. lic, praeses collegii Baii, I.
- 1648: Andreas Laurent, Goegniensis, S. Th. doct. et prof, regius, I.
- 1648: Franciscus de Baillencourt, J. U. doct. et prof., S. Petri canonicus, II.
- 1649: Valerius Andreas, Desselius, J. U. doct. et prof, regius, II.
- 1649: Vopiscus Fortunatus Plempius, med. doct. et prof., IV.
- 1650: Balduinus Feuts, presbyter, J. U. lic, praeses collegii Driutii, I.
- 1650: Sebastianus Stockmans, S.Th. doct. et prof., collegi Adriani VI pontificis praeses. Obiit 19 decembris anno 1650, rector existens, I.
- 1650: Gerardus van Werm decembris in ordinaria congregatione electus est novus rector pro tempore residuo exim. D. Gerardus van Werm, S. Th. doct. et prof., et die sequenti more solito celebratum est sacrum de S. Spiritu, II.
- 1651: Henricus de Haulthomme, presbyter, J. U. lic. et prof., collegii S. Ivonis praeses, III.
- 1651: Martinus Bredael, presbyter, J. U. lic. et prof., I.
- 1652: Petrus Dorlicx, med. doct. et prof, regius,III.
- 1652: Melchior de Cuypere, S. Th. lic., canonicus S. Petri, collegii Regii praeses, I.
- 1653: Franciscus van Viane, S. Th. doct. et prof,, praeses collegii Adriani VI pont., I.
- 1653: Franciscus de Baillencourt, presbyter, J. U. doct. et prof., collegii Winckeliani praeses, III.
- 1651: Henricus Loyens, J. U. doct. et prof,, collegii Quinque Vulnerum Christi, seu Craendonck, praeses, III
- 1651:Joannes Recht, S. Th. doct. et professor, collegii Baii praeses, postulatus a Facultate medica, II.
- 1655: Jacobus Sclessin, S. Th. lic, praeses coll. Leodiensis , ecclesiae cathedralis Leodiensis canonicus,1
- 1655: TheodoruS Sylvortius, S. Th. doct. et prot. collegii Hollandici praeses, I.
- 1656: Franciscus de Baillencourt, presbyter, Juris Utriusque doctor et professor, collegii Winckelii praeses. Consiliarius postea concilii Mechliniensis, et dioecesis Mechliniensis, vicarius generalis; congratulata est ei Universitas 28 septembris 1657, IV.
- 1656: Henricus van den Creeft, J. U. doctor et professor regius, III.
- 1657: Franciscus van Viane, S. Th. doct. et prof., postulatus a Facultate medica, II.
- 1657: Nicolaus Meys, presbyter, ecclesiae cathedr. Leodiensis canonicus, regens Falconis, I.
- 1658: Jacobus Pontanus, S. Th. doctor et prof., canonicus D. Petri, II.
- 1658: Henricus Loyens, J. U. doct. ct civilis prof. Primarius, absens Montibus ob revisionem : unde ad tempus reditus substitutus J. Pontanus: suscepit Montibus 2 septembris anno 1658. Praestitit juramentum 8 novembris anno 1658, IV.
- 1659 Martinus Bredael, presbyter, J. U. lic. et prof. Erat tunc praeses collegii Winckelii ab anno 1656, II.
- 1659: Joannes Cansmans, med. lic. et prof., L
- 1660: Nicolaus Meys, presbyter, J.U.lic, ecclesiae cathedralis Leodiensis canonicus, Hasbaniae archidiaconus, regens Falconis, II. Sub hoc rectoratu continetur in Aedis academicis series rei gestae et difficultatis motаe inter exim. D. Sinnich et Mich. Van Hecke, Ordinis S. Augustini, S. Th. doct.
- 1660: Joannes Sinnich, S. Th. doct. et prof,, collegii Majoris S. Spiritus praeses, I).
- 1661: Hugo Brady, J. U. doct. et prof., 1.
- 1661: Thomas Stapleton, J. U. doct. et prof, reg.,praeses collegi i My lii, I.
- 1662: Andreas Laurent, S. Th doct. et prof,, postulatus a Facultate medica, II.
- 1662: Nicolaus Meys, J. U. lic., etc., regens Falconis, III.
- 1662: Philippus van Zoerendonck, S. Th. licentiatus, vice-rector, moritur; ejus loco eligitur Jacobus Pontanus, Sacrae Theologiae Doctor. 1 augusti incorporatur Universitati ecclesia S. Michaelis et S. Quintini, ut habent Acta ad 12 octobris 1662. 31 decembris 1662 incorporatur Academiae collegium Athense.
- 1662: Jacobus Pontanus, Sacrae Theologiae Doctor.
- 1663: Simon Servatii, S. Th. doct., seminarii Leodiensis praeses, I.
- 1663: Hugo Brady, presbyter, J. U. doct. et pontificii juris prof, primarius, II. Sub hoc rectoratu Vlockmans pastor S. Jacobi admittitur et aedificatur ecclesia Pia.
- 1664: Hilarius van Wenn, J. V. doct. et prof., I.
- 1664: Thomas Stapleton, J. U. doct. et prof. II.
- 1665: Wilhelmus Sarens, presbyter, S. Th. baccalaureus formatus, canonicus insignis ecclesiae collegiatae Sanctae Crucis Leodiensis, regens Porci, I. D. M. Bredaci erat decanus Facult. can., obiit anno 1666. De ejus testamento vide Acta ad 16 januarii anni 1666. A. Perezius erat intrans Facult. juris civilis; intendit anno 1666 facere jubilaeum. Celebravit die 30 aug. anno 1666 jubilaeum doctoratus; oblati ei 5O patacones ab Universitate.
- 1665: Henricus Scaille, S. Th. doct. et prof., 1.
- 1666: Natalis Chamart, presbyter, J. U. doct. et prof, regius, I.
- 1666: Joannes Wilhelmus Blanche, J. U. doct., I.
- 1667: Simon Servatii, S. Th. doct. ct prof., postulatus a Facultate medica, II.
- 1667: Nicolaus Meys, J. U. lic, canonicus cathed. Leodiensis, Hasbaniae archidiaconus, IV.
- 1668: Franciscus van Viane, S. Th. doct. et professor regius, collegii Pontificii praeses, III. Pestis grassatur.
- 1668: Thomas Stapleton, J. U. doct. et prof, ordinarius, III.
- 1669: Hilarius van Werm, J. U. doctor, II.
- 1669: Philippus van Beeringen, S.Th. lic, regens Castri, postulatus a Facultate medica, I. Sub hoc rectoratu actum est de regulamento nominationis.
- 1670: Philippus van Beeringen, II.
- 1670: Lambertus Vincent, S. Th. doct. et praeses collegii Viglii, I.
- 1671: Bartholomaeus de Pape, J. U. lic., praeses collegii S. bonis, I.
- 1671: Joannes Wilhelmus Blanche, J. V. doctor, praeses collegii S. Annae, II.
- 1672: Thomas Stapleton, J. U. doct . et prof, ord., collegii Mylii praeses, IV. D. Philippi 10 aprilis anno 1672 habet survivance ad lectionem Perezii : ea res turbas excitat.
- 1672: Jacobus de Crits, regens Lilii, I.
- 1673: Gerardus van Werm, S. Th. doct. et prof., III.
- 1673: Bartholomaeus de Pape, J. U. lic, praeses collegii S. Ivonis, II.
- 1674. Joannes Wilhelmus Blanche, J. V. doctor, praeses collegii S. Annae, III. Prohibetur liber: Monita salutaria, per de Berghes, cuius programma exstat in actis.
- 1674: Adrianus Wolffs, licent. medicinae et prof, regius, I. Renovatur decretum de professione fidei a suppositis facienda.
- 1675: Joannes Daniels, regens paedagogii Porci, I.
- 1675: Henricus Scaille, S. Th. doct. et prof,, II.
- 1676: Thomas Stapleton, J. U. doct. et prof, ordinarius, V.
- 1676: Petrus Govaerts, J. U. doct., praeses collegii Malderi, I.
- 1677: Adrianus Wolffs, med. doct. et prof, primarius, II.
- 1677: Philippus van Beeringen, S. Th. lic., regens Castri, III.
- 1678: Gommarus Huyghens, S. Th. doct. ct praeses collegii Pontificii, I. Defectus in lectionibus : Ne fiat solutio nisi ad quittantias per rectorem subscriptas.
- 1678: Thomas Stapleton, J. U. doct. et prof, ord., praeses collegii Myliani, VI. Multa de regulamento lectionum tunc decreta.
- 1679: Petrus Govaerts, J. U. doctor, praeses coll. Malderi, II.
- 1679: Gommarus Huygens, II.
- 1680: Philippus van Beeringen, S.Th.lic, cathed. S. Lamberti Leodiensis canonicum, regens Castri, IV.
- 1680: Lambertus Vincent, S. Th. doctor et prof., praeses collegii Viglii. Juramentum praestitit 27 septembris, II.
- 1681: Thomas Stapleton, J. U. doct. et professor ordinarius, VII.
- 1681: Joannes Wilhelmus Blanche, J. U. doctor et prof., ordinarius, IV.
- 1682: Adrianus Wolffs, med. doct. et prof, primarius, III. Franciscus Petit, regens Lilii, I. Universitas dut praemia studiosis Augustinianorum.
- 1683. Rev. D. Henricus de Charneux, S. Th. doct. et prof., praeses collegii Leodiensis, I.
- 1683: Joannes Wilhelmus Blanche, J. U. doctor et prof, primarius, V.
- 1684: Petrus Govaerts, J. U. doct. et praeses collegii Malderi, HI.
- 1684: Adrianus Wolffs, med. doctor et prof, primarius, IV.
- 1685: Petrus Damman, S. Th. lic, D. Petri canonicus ct praeses collegii Driutii, I.
- 1685: Joannes Lovinus, S. Th. doct. et prof,, I.
- 1686: Petrus Hoppenbrouwer, J. U. lic. et prof, ordinarius, I.
- 1686: Nicolaus Bouchy, J. U. lic. et prof, regius, cathedralis ecclesiae Brugensis canonicus et praeses collegii Winckelii, I.
- 1687: Joannes Herregouts, med. doctor et prof, anatom. regius, I.
- 1687: Petrus Marcelis, S. Th. lic. et prof., praeses collegii Hovii, I.
- 1688: Martinus Steyaert, S. Th. doctor et professor praeses collegii Baii, I.
- 1688: Thomas Stapleton, J. U. doct. et prof, ordinarius, praeses collegii Mylii, VIII.
- 1689: Nicolaus Bouchy, J. U. lic. et prof, regius, ecclcsiae cathedralis Brugensis canonicus et praeses collegii Winckelii, II.
- 1689: Philippus Verheycn, med. lic. et anatomiae prof, regius, peractisque disputationibus ad doctoratum admissus, I.
- 1690: Petrus Melis, S. Th. lic, praeses collegii Hollandici, I.
- 1690: Joannes Sullivane, S. Th. doctor et praeses collegii Driutii, I.
- 1691: Thomas Stapleton, J. U. doct. et prof, ordinarius, IX.
- 1691: Joannes Baptista Wauckier, J. U. doctor et prof., ecclesiae cathedralis Brugensis canonicus, praeses collegii S. Annae, I.
- 1692: Laurentius Peeters, med. doct. et prof, primarius, I.
- 1692: Leonardus Zuyten, regens Lilii, I. Sub eodem rectoratu incorporatur, quantum opus, refugium abbatiace Vilierbacensis.
- 1693: Wilhelmus Renardi, S. Th. doctor ct prof., praeses coll. Baiani, I.
- 1693: Joannes Wilhelmus Blanche, J. V. doctor et prof, ordinarius, VI.
- 1694: Oswaldus Fredericus Crabeels, J. U. lic et prof. , praeses collegii Sabaudici, canonicus ecclesiae cathed. Antverp., I.
- 1694: Servatius Vaes, artium doct. et med. lic, et chimiae professor regius, I.
- 1695: Henricus Cox, ecclesiae Aquisgranensis canonicus, regens paedagogii Porci, I. Electi Huygens et Steyaert : res delata ad judicium sanctioris concilii, uterque ad rei examen suspenditur. Vice-rector negotiis praesidet.
- 1695: D. Steyaert: 3 decembris anno 1695 electus est in rectoratum exim. D. Steyaert, II.
- 1696: Nicolaus Bouchy, J. U. lic. et prof, regius, praeses collegii Winckcelii, III.
- 1696: Oswaldus Crabeels, praeses collegii Sabaudici, II.
- 1697: Idem Oswaldus Crabeels, etc., II.
- 1697: Jacobus Timmermans, collegii Bruegeliani praeses, I. Incorporatio collegii Anglicani 9 septembris, sed exstat ad 21 julii.
- 1698: Henricus de Charneux, S. Th. doct. et prof, regius, D. Petri canonicus, praeses collegii Leodiensis, II.
- 1698: Nicolaus Bouchy, etc., praeses collegii Winckclii. Obiit 28 febr. 1699, IV.
- 1699: Oswaldus Crabeels, IV.
- 1699: Idem Oswaldus Crabeels, prof, regius canonum, V.

### XVIII secolo
- 1700: Petrus Melis, S. Th. lic, praeses collegii Hollandici, cathedralis ecclesiae Brugensis canonicus, II.
- 1700: Wilhelmus Marcellus Claes, S. Th. doctor, ethices christ, prof, publ., collegii Malderi praeses, I.
- 1701: Praen. et cons. D. Crabeels, praeses collegii Sabaudici, VI.
- 1701: Wilhelmus Leunckens, presbyter, J. V. lie. et prof,, ecclesiae D. Petri canonicus, I.
- 1702: Wilhelmus Leunckens, II.
- 1702: Nicolaus de Lamine, philosophiae prof, Primarius in Castro, regalis ecclesiae Aquensis canonicus, praeses collegii Regii, I.
- 1703: Joannes Libertus Hennebel, S. Th. doctor, praeses collegii Viglii, recusavit. Unde 5 martii anno 1703 Franciscus Verschueren.
- 1703, 5 martii: Franciscus Verschueren, S. Th. doctor, praeses collegii Alticollensis, I.
- 1703: Oswaldus Crabeels, VII.
- 1704: Wilhelmus Leunckens, J. U. licentiatus et professor, canonicus S. Petri, III.
- 1704: Carolus Gislenus Daelman, S. Th. doctor et professor regius ac regens, postulatus a Facultate medica, I.
- 1705: Petrus Melis, Sanctae Theologiae licentiatus, canonicus S. Donatiani Brugis, praeses collegii Hollandici, III.
- 1705: Hermannus Damen, S. Th. doct . regens et prof, ordinarius, collegii Divaei praeses, judex synodalis, ecclesiae D. Petri canonicus, et cum potestate gradus conferendi decanus, I.
- 1706: Joannes Baptista Wauckier, praeses collegii S. Annae, II.
- 1706: Wilhelmus Leunckens, praeses collegii S. Ivonis, IV.
- 1707: Joannes Baptista Raymaeckers, med. lic. et prof., D. Petri canonicus, I.
- 1707: Alardus van den Steen, praeses collegii Mylii, canonicus ad D. Jacobum, I.
- 1708: Antonius Parmentier, S. Th. doctor et prof., canonicus D. Petri, praeses collegii Majoris S. Spiritus, I.
- 1708: Joannes Franciscus Herthals, J. U. doctor et SS. canonum professor ordinarius, I.
- 1709:  Wilhelmus Leunckens, J. U. lic. et profes., D. Petri canonicus, collegii S. Ivonis praeses, V.
- 1709: Joannes Baptista Raymaeckcrs, med. lie. et prof,, II.
- 1710: Augustinus Hendrickx, S. Th. lic., D. Petri canonicus, collegii Malderi praeses, I.
- 1710: Joannes Libertus Hennebel, S. Th. doctor, praeses collegii Viglii, I.
- 1711. D. Crabeels, ete., VIII.
- 1711: Wilhelmus Leunckens, J. U. lie. et profes.,D. Petri canonicus, S. Ivonis praeses, VI.
- 1712: Ursmarus Narez, med. lic. ac prof, reg., I. Gcrardus Joscphus de Quareux, S. Th. lic., D. Petri canonicus, librorum censor, paedagogii Castri regens, I.
- 1713: Joannes Franciscus du Leloz, S. Th. doctor ac prof, regius, D. Petri canonicus, collegii Minoris S. Spiritus praeses, I. Oswaldus Crabeels, IX.
- 1711. Laurentius Itacquius, J. V. doctor et prof, ordinarius, 1.rum rege in imperatorem electo gubernante, eo quod bulla fundationis
- 1711: Idem Laurentius Hacquius, II.
- 1715: Joannes Franciscus Stoupy, S. Th. lic. Erat tunc praeses collegii Leodiensis, I.
- 1715: Florentinus Sullivane, S. Th. doctor, ad S. Jacobum canonicus et decanus, archidiaconus Incuriensis, judex synodalis, collegii Hibernici praeses, I.
- 1716; Amandus Вauwens, J. U. doctor et prof, ordinarius, disputationum sabbatinalium praeses, canonicus S. Petri Lovaniensis et S. Donatiani Brugis, I.
- 1716: Wilhetmus Leunckens, J. U. lic. et prof, regius, praeses collegii S. Ivonis, canonicus S. Petri
- 1717: Idem Wilhelmus Leunckens, VIII.
- 1717: Nicolaus Franciscus de Pomeroeul, presb., canonicus S. Germani Montibus et S. Pauli Leodii, regens Lilii, I.
- 1718: Wilhelmus Delvaulx, S. Th. doctor et prof, ordinarius, D. Petri canonicus, pastor ad S. Gertrudem Lovanii, I.
- 1718: Amandus Bauwens, praeses collegii S. Donatiani, II.
- 1719: Joannes Franciscus Herthals, J. U. doct. et prof, primarius, collegii Regii praeses, П.
- 1719: Henricus Josephus Bega, med. doct. et prof, primarius, L
- 1720: Alardus van den Steen, II.
- 1720: Carolus Gislenus Daelman, S. Th. doctor et prof, regius ac regens, canon. D. Petri, praeses collegii Pontificii, II.
- 1721. Idem Carolus Gislenus Daelman, postulatus, III.
- 1721: Amandus Bauwens, J. U. doct. et prof, primarius, eccl. cathed. Brugis canonicus, collegii S. Donatiani praeses, III.
- 1722: Henricus Josephus Rega, med. doc. ac prof, primarius, II.
- 1722: Aegidius van Dyck, S. Th. lic. et professor, D. Petri canonicus, paedagogii Liliensis regens, I.
- 1723: Wilhelmus Delvaulx, presbyter, S.Th. doct. et prof, ordinarius ac regens, D. Petri canonicus, collegii Viglii praeses, archipresbyter districtus Lovaniensis, II.
- 1723: Joannes Baptista Hony, J. U. doctor et prof, ordinarius, D. Petri canonicus, disputationum sabbatinalium et collegii Regii praeses, I. Agitur sub hoc rectoratu de reimprimendis et supplendis Fastis academicis.
- 1724: Arnoldus Josephus van Buggenhoudt, J. U. doct. et prof, ordinarius, I.
- 1724: Idem Arnoldus Josephus van Buggenhoudt, postulatus a Facultate medica, II.
- 1725: Nicolaus Franciscus de Pomeroeul, presb., D. Petri canonicus, collegii Montensis praeses, IL
- 1725: Joannes Franciscus Stoupy, S. Th. doct. et prof, regens, S. Petri Lovanii et S. Lamberti Leodii canonicus, Majoris collegii S. Spiritus praeses, II. Archiducissa Elisabeth venit Lovanium S octobris, discessit 9.
- 1726: Joannes Baptista Hony, J. U. doctor et prof, ordinarius, D. Petri canonicus, disputationum sabbatinalium et collegii Regii praeses, II.
- 1726: Arnoldus Josephus van Buggenhoudt, J. U. doct. et prof, ordinarius, III. Jubilaeum Universitatis celebratur die 10 novembris. Exstat in Actis memoriale eorum, quae tunc facta sunt.
- 1727: Idem Arn. Jos. van Buggenhoudt, postulatus a Facultate medica, capituli Nivellis canonicus, IV.
- 1727: Rumoldus van Kiel, S. Th. tie, praeses collegi i Mechtiniensis, I.
- 1728: Joannes Josephus Guyaux, S. Th. doctor, SS. litterarum prof, caesareus ac regius, S. Petri canonicus, collegi i Sabaudiae praeses, I.
- 1728: Christianus Bombaye, S. Th. et J. U. lic, SS. canonum caesarco-regius et historiarum Buslidianus professor, ecclesiae D. Petri Lovanii et D. Gertrudis Nivellis canonicus, collegii Leodiensis praeses, I.
- 1729: Arnoldus Josephus van Buggenhuudt, J. U. doct. et prof, ordinarius, collegii Donatiani praeses, canonicus Nivellensis, V. Jansenismi suspecti Ant. Cincq, Frane. Vivien, G. Collette, H. D. Poringo, D.J.van Thieghem, P. L. Verhulst, J.C. Verhulst, J. U. lic. et M. Bessemers offerunt rectori supplicam 27 julii anno 1729.
- 1729: Idem Arn. Josephus van Buggenhoudt, VI.
- 1730: Gaspar Magermans, Antverpiensis, J. U. lic, praeses collegii S. Ivonis, ecclesiae cathed. B. M. Virginis Antverpiac canonicus, I.
- 1730: Natalis Dubois, S. Th. doct. et prof, ordin., cathedralis Leodiensis et D. Petri Lovaniensis canonicus, collegii Hautertaei praeses, I. 20 decembris, latum programma circa juramenta praestanda et subscriptionem formularii Alexandrini. Acta 7 jan. anno 1731.
- 1731: Joannes Baptista Hony, J. V. doct. et prof, ordinarius, D. Petri canonicus, disputationum sabbatinalium et collegii Regii praeses, HI.
- 1731: Gaspar Magermans, J. U. lic, II.
- 1732. Idem G. Magermans, postulatus a Facultate medica, III.
- 1732: Henricus van Gameren, S. Th. doct. et prof, ordinarius, D. Petri canonicus, collegii Sabaudiae praeses, I.
- 1733. Idem Henricus van Gameren, II.
- 1733: Arnoldus Josephus van Buggenhoudt, J. U. doct. et prof, primarius, collegii S. Donatiani praeses, canonicus Nivellensis, VII.
- 1734: Gaspar Magermans, S. Th. B. F., J. U. lic, eccl. cath. Antverpiensis canonicus, collegii S. Ivonis praeses, IV.
- 1734: Idem G. Magermans, ex parte Facultatis medicae, V.
- 1735: Petrus Maes, regens paedagogii Falconensis et canonicus S. Bartholomaci Leodii, I.
- 1735: Petrus Ludovicus Danes, Castelanus, S. Th. doctor regens, prof, regius, collegii Viglii praeses, I.
- 1736: Christianus Bombaye, S. Th. lic. et J. U. doct., SS. canonum prof, caesareo-regius, seminarii Leodiensis praescs, H.
- 1736: Aegidius de Vinck, Casletanus, J. U. lic, collegii Driutiani praeses, I.
- 1737: Idem Aegidius de Vinck, H.
- 1737: Josephus Ignatius de Prez, Namuranus, S. Th. B. F., paedagogii Liliensis regens, I.
- 1738: Andreas Henckhuysen, S. Th. doct. et prof, ordinarius, coll. de Craendonck praeses, I.
- 1738: Carolus Majoye, J. U. doct . et SS. canonum prof, ordinarius, I.
- 1739: Gaspar Magermans, S. Th. B. F. et J. U. lic, canonicus Antverpiensis et praeses collegii S. Ivonis VI.
- 1739: Idem G. Magermans, VII.
- 1740: Theodorus Joannes van Gastel, S. Th. B. F.ex-professor Castri. Erat tunc regens, I.
- 1740: Lambertus de Jeneffe, Huensis, S. Th. doct. regens et prof, ordinarius, collegii Atrebatensis praeses, I.
- 1741: Leonardus Josephus Streithagen, J.U. doct.,SS. canonum professor ordinarius, praeses collegii Trilinguis, I.
- 1741: Gaspar Magermans, VIII.
- 1742: Idem Gaspar Magermans, IX.
- 1742: Wilhelmus Lepage, S. Th. lic, prof, matheseos, collegii Standonici praeses, I.
- 1743: Joannes Josephus Guyaux, S. Th. doctor regens, SS. litterarum proies, caesareoregius, collegii et disputationum sabbatinalium praeses, S. Petri Lovanii et S. Bavonis Gandavi canonicus, II.
- 1743: Arnoldus Josephus van Buggenhoudt, J. U. doct. et SS. canonum antecessor primarius, VIII.
- 1744: Idem Arnoldus Josephus van Buggenhoudt, IX.
- 1744: Idem Arnoldus Josephus van Buggenhoudt, X.
- 1745: Franciscus Scheppers, Mechliniensis, I.
- 1745: Ioannes Robertus Gislenus Caimo, Bruxellensis, S. Th. doctor, I.
- 1746: Leonardus Josephus Streithagen, J. U. doct. et SS. canonum prof, ordinarius, collegii Trilinguis praeses, II.
- 1746: Laurentius Josephus Lelivelt, S. Th. doct. et professor regius, collegii Viglii praeses, I.
- 1747: Idem Laurentius Josephus Lelivelt, II.
- 1747: Jacobus Antonius Garesta, Athensis, S. Th. lic., regens collegii SS. Trinitatis, I.
- 1748: Ludovicus Ferdinandus Lenglé, Casletanus, S. Th. doct., collegii Driutii praeses, I.
- 1748: Leonardus Josephus Streithagen, J. U. doct., SS. canonum prof, ordinarius, collegii Trilinguis praeses, III.
- 1749: Gaspar Magermans, Antverpiensis, S. Th. B. F. et J. U. lic, canonicus ecclcsiae cathedralis Antverpiae, collegii S. Ivonis praeses, X.
- 1749: Idem Gaspar Magermans, XI.
- 1750: Antonius Loos, ex Leefdael, S. Th. B. F., paedagogii Lilii regens, I.
- 1750: Laurentius Josephus Lelivelt, S. Th. doct., regens ac professor caesareo-regius, collegii Hollandici praeses, ecclesiae S. Petri Lovanii et S. Gertrudis Nivellis canonicus, III.
- 1751: Arnoldus Josephus van Buggenhoudt, J. U. doctor et antecessor primarius, XI.
- 1751: Idem Arnoldus Josephus van Buggenhoudt, XII.
- 1752: Idem Arnoldus Josephus van Buggenhoudt, XIII.
- 1752: Joannes van der Auwera, ex Putte, S. Th. doctor, collegii de Craendonck praeses, I.
- 1753: Ioannes Robertus Gislenus Caimo, S. Th.doctor regens, II.
- 1753: Arnoldus Josephus van Buggenhoudt, J. U. doctor et antecessor, XIV.
- 1754: Idem Arnoldus Josephus van Buggenhoudt, XV.
- 1754: Idem Arnoldus Josephus van Buggenhoudt, XVI.
- 1755: Joannes Baptista Cocquette, Bruxellensis, collegii Houterlaei pracses.
- 1755:Petrus Joannes Baptista de Beauvais-Rascau, Vitriacensis, S. Th. doctor, collegii Minons S. Spiritus praeses, I.
- 1756: Arnoldus Josephus van Buggenhoudt, decimum septimum rector existens actualiter, moritur 19 julii anno 1756. In ejus locum assumptus:
- 1756: Leonardus Josephus Streithagen, IV.
- 1756: Idem Streithagen, J. U. doct. et canonum, antecessor primarius, collegii S. Ivonis praeses, V.
- 1757. Idem, Streithagen, VI.
- 1757: Joannes Baptista van Poucke, ex Bottelaere, artium doct., J. U. lic, paedagogii Porcensis regens, I.
- 1758. Joannes van der Auwera, S. Th. doct., collegii de Craendonck praeses, II.
- 1758: Leonardus Josephus Streithagen, J. U. duct., canonum antecessor, collegii Sabaudici praeses, VII.
- 1759: Idem, Leonardus Josephus Streithagen, VIII
- 1759: Idem, Leonardus Josephus Streithagen IX.
- 1760: Theodorus Joannes van Gastel, S. Th. B. F., regens paedagogii Castri, II.
- 1760: Petrus Ignatius de Bisschop, S. Th. doct. ac collegii Baiani praeses, I.
- 1761: Jacobus Thomas Josephus Wellens, Antverpiensis, S. Th. doct. et prof, ordinarius, collegii S. Annae praeses, I.
- 1761: Idem, Jacobus Thomas Josephus Wellens II.
- 1762: Christianus Franciscus Terswack, Rolerodamus, S. Th. doct. et prof, ethices, collegii Alticollensis praeses, I.
- 1762: Seraphinus Dierckxsens, Antverpiensis, S. Th. lic, ecclesiae cathedralis Antverpiae canonicus, regens Lilii, I.
- 1763: Jacobus Thomas Josephus Wellcns, Antverpiensis, S. Th. doct. et prof, ordinarius, collegii S. Annae praeses, III.
- 1763: Leonardus Josephus Streithagen, J. U. doct., subdelegare posse. Marliani, Portuei 7 novembris, anno 1520. Literae in canonum antecessor, oollegii Sabaudiae praeses, X.
- 1764. Idem Leonardus Josephus Streithagen, XI.
- 1764: Idem, Leonardus Josephus Streithagen, XII.
- I765: Seraphinus Dierckxsens, II.
- 1765: Christianus Franciscus Terswack, S. Th. doct., regens ac prof, regius, coltegii Alti-collensis praeses, II.
- 1766: Carolus Philippus Matthys, ex Maldeghem, S. Th. B. F. et J. U. lic., ecclesiae cathed. Brugensis canonicus, collegii S. Ivonis praeses, I.
- 1766: Idem Carolus Philippus Matthys, II.
- 1767. Idem Carolus Philippus Matthys, III.
- 1767: Joannes Josephus Polet, ex Seilles, S. Th. lic. ac collegii de Standonck praeses, I.
- 1768: Gerardus Deckers, ex Kevelaer (Geldrensis), S. Th. doct . et prof, ordin., collegii S. Annae praeses, I.
- 1768: Idem Gerardus Deckers, II.
- 1769: Thomas Lambertus Ghenne, S. Th. doct. et prof, ordinarius, collegii Minoris S. Spiritus praeses. 1769: Idem Thomas Lambertus Ghenne, II.
- 1770: Hermannus Josephus Petit, S. Th. lic, collegii Viglii praeses, I.
- 1770: Idem Thomas Lambertus Ghenne, III.
- 1771: Julianus Gerardus Molan, collegii SS. Trinitatis regens. Idem, II.
- 1772: Idem Julianus Gerardus Molan, III.
- 1772: Idem Julianus Gerardus Molan, IV.
- 1773: Jacobus Thomas Josephus Wellens, S. Th.doct. et prof, ordin., collegii D. Pulcheriae, vulgo Hollandici, praeses, IV.
- 1773: Emmanuel Lints, Lovaniensis, legum prof, ordinarius, collegii S. Ivonis praeses, I.
- 1774: Servatius Verbeek, Sylvaeducensis, S. Th. B. F., legum prof, ordinarius, D. Jacobi Lovanii canonicus, I.
- 1774: Idem Servatius Verbeek, II.
- 1775: Joannes Baptista Franciscus Mondet, Rolhnacensis, S. Th. lic, eccl. cath. Antverpiensis canonicus, regens Falconis, I.
- 1775: Petrus Wuyts, ex Tongerloo, S. Th. doct. et prof, ordin., collegii Malderi praeses, I.
- 1776: Idem Petrus Wuyts, II.
- 1776: Servatius Verbeek, S. Th. B. et J. U. lic, prof, juris civilis, III.
- 1777: Idem Servatius Verbeek , ex parte Facultatis medicae, IV.
- 1777: Vincentius Sebastianus Snoeckx, S. Th. B.F., regens Castri et cathedralis Brugensis canonicus, I.
- 1778: Joannes Franciscus van de Velde, S. Th. doctor et praeses collegii Hollandici, I.
- 1778: Emmanuel Lints, J. U. lic. et prof, ordin. legum, praeses collegii Baccalaureorum juris utriusque, II.
- 1779: Joannes Henricus Willebrordus Collignon, J. V. doct., SS. canonum prof, et praeses collegii S. Annae, I.
- 1779: Servatius Verbeek, ex parte Facultatis medicae , I.
- 1780: Henricus Clavers, S. Th. B. F., regens paedagogii Porci, I.
- 1780: Petrus Jacobus Marant, S. Th. doct., collegii Viglii praeses, I.
- 1781: Joannes Henricus Willebrordus Collignon, J. U. doct., II.
- 1781: Michael Josephus van Gobbelschroy, J. U. doctor et professor, I.
- 1782: Josephus Franciscus Engelbertus Werbrouck, S. Th. doct., collegii Veteranorum primus praeses et ad S. Michaelem Lovanii pastor. Ex parte Facultatis medicae, I.
- 1782: Franciscus Jacobus Vermeersch, S. Th. et SS. canonum lic, regens Lilii. Ex facultate artium, I.
- 1783: Joannes Hubertus Josephus Leemput, S. Th. doct., praeses collegii Alticollensis, I.
- 1783: Idem Joannes Hubertus Josephus Leemput, pro Facultate juris canonici, II.
- 1784: Georgius Jacobus Josephus Mayence, S. Th.doct., ad D. Petrum canonicus et profes. catecheseos, collegii Malderi praeses. Pro Facultate juris civilis, I.
- 1784: Ioannes Wilhelmus van Leempoel, medicinae doctor, et francomurarius, I.
- 1785: Idem Ioannes Wilhelmus van Leempoel, francomurarius pro Facultate artium, II.
- 1785: Petrus Wuyts, S. Th. doct. et prof, ordin., praeses collegii de Standonck, III.
- 1786: Emmanuel Lints, J. U. lic, praeses collegii Baccalaureorum, II.
- 1786: Carolus Iosephus de Lambrechts, J. U. doctor, francomurarius. Ex parte Facultatis juris civilis, I. In adjecta notula habetur: "Par dépêche du 28 février 1787, du gouvernement autrichien à Bruxelles, il fut ordonné de continuer, le 28 février suivant, le recteur moderne, le docteur en droit de Lambrechts; c'étoit le tour de la Faculté de médecine.".
- 1787: Carolus Iosephus de Lambrechts, J. U. doctor, francomurarius, electus in rectorem pro turno Facultatis medicae, 28 febr., II. — In nota quadam legitur: "Le décret du gouvernement du 24 août 1787 entrave le droit de l'Université de se choisir un chef. Il n'y eut point d'élection ce jour (scilicet anno 1787 die 31 augusti) à la manière accoutumée; mais l'Université pria le docteur de Lambrechts de vouloir continuer cette fonction. Le décret du 24 août avoit entravé l'exercice des anciens droits de l'Université; M. le docteur de Lambrechts sentit lui-même toutes les suites de cet acte de violence, lorsqu'il proposa ledit décret à l'assemblée des députés de l'Université: » Asseruit sese paratum esse jurare, quod "nec directe nеc indirecte has literas sollicitaverit; quod si Universitas contentum dictarum literarum aegre ferat, paratus sit se ipsum adjungere ad earum revocationem. 50 novembris, in actis Universilatis habentur sequentia: « Congregatio Universitatis ordinaria, 30 novembris anno 1787, ad eligendum novum rectorem ex Facultate artium , vel continuandum modernum : quantum ad primum electi sunt intrantes, etc. Qui domini conclave intraverunt, et via Spiritus S. elegerunt venerabilem dominum Clavers, » regentem paedagogii Porci. Vice-rector» designatur venerabilis D. Snoeckx, regens paedagogii Castri. Deinde Universitas deliberando egit immensas gratias magnifico ex-rectori (D. de Lambrechts) » pro bono et tranquillo regimine, actaque ejus habet rata, grata ac firma. » « Ce choix fut agréé par toute l'Université et par l'ex-recteur lui-même, M. de Lambrechts, lequel, selon les usages, a investi son successeur des marques d'honneur et l'a installé solennellement. » Sicque legitime die 30 novembris rector electus fuit Henricus Clavers, S.Th. B. F., presbyter, regens paedagogii Porci.
- 1788. De difficultatibus hoc tempore a gubernio Austriaco quoad liberam rectoris electionem motis agitur in nota sequenti: « M. le recteur Clavers est mandé à Bruxelles. Il s'y rend le 19 février 1788. La Cour établit par décret du même jour, par provision et jusqu'à autre disposition, recteur de l'Université le docteur en médecine van Leempocl. (Au 29 février 1788, le recteur devoit être de la Faculté de théologie.) Le conseiller de Le Vielleuse, envoyé à cet effet par le gouvernement, installe et met en possession le docteur van Leempoel, le 20 février 1788. L'Université ne prit aucune part à cette installation. Le soi-disant recteur convoque l'Université pour le 22 février; cette assemblée n'étoit composée en tout que de treize personnes. Vingt-neuf à trente autres membres du conseil de l'Université, les doyens ou prieurs de toutes les Facultés, y joint le vrai recteur Clavers, refusent de reconnoitre le recteur van Leempoel. M. Clavers envoya des billets imprimés aux membres du conseil de l'Université et les convoqua, pour le 29 février 1788, aux Halles, à l'effet d'y choisir un nouveau recteur, à prendre dans la Faculté de théologie. » « Ils sont troublés dans ce fait; le recteur Clavers et plusieurs membres signent une protestation et se retirent. Le faux recteur Van Leempoel persécute les membres dispersés de l'Université. » Ab anno 1788, quo medicinae doctor Van Leempoel a gubernio Austriaco Academiae rector contra veterem legem academicam nominatus fuerat, Universitas turbata est ac demum omnino destructa; nam Facultates jurium, medicinae et artium Bruxellas translatae fuerunt. Loco Facultatis theologicae erectum est Lovanii famosum istud Seminarium generale; atque ita res miserrime haeserunt ad medium circiter mensis decembris anni 1789, dum gubernium Austriacum cum suis copiis Belgium derelinquit, et Status Brabantiae regimen patriae adierunt, omniaque Lovanii in pristinum statum restituta sunt. Redeuntibus iis qui in exilium acti fuerant, tum et aliis qui Lovanium vel saltem functiones suas dereliqucrant, prima congregatio Universitatis habita fuit 15 januarii anno 1790. In qua magnificus D. Clavers, in quantum opus, reelectus seu continuatus fuit ad 28 februarii anni 1790, pro turno Facultatis artium, qui debuissct finire ultima februarii anni 1788.
- <1788: Henricus Clavers electus ab Universitate sed non a gubernio>
- 1790. Thomas Lambertus Ghenne, S. Th. doctor regens, collegii Adriani VI pont, praeses, elcctus e Facultate theologica. 27 feb.
- 1790: Nicolaus Deodatus Fortune, praeses collegii de Standonck, pro restanti semestris Facultatis theologicae.
- 1790: Emmanuel Lints, J. U. lic. et prof, ordin. juris civ., praeses collegii Baccalaureorum. Pro juris canonici Fac 51 aug.
- 1790: Idem Emmanuel Lints, continuatus. Novemb.
- 1791: Servatius Verbeck, J. U. lic. et prof, ord. juris civilis. Pro Fac. juris civilis. Febr.
- 1791: Idem Servatius Verbeck, continuatus. Maii.
- 1791: Wilhelmus Walricus van Leempoel, S. Th. B. F., phil. prof, in paedegogio Porci et praeses collegii Hollandici. Pro Fac. med. 31 aug.
- 1791: Idem Wilhelmus Walricus van Leempoel, continuatus. Novemb.
- 1792: Antonius Simons, Bredanus, S. Th. B. F., regens Porci. Febr.
- 1792: Idem Antonius Simons, continuatus pro Facultate artium. Maii.
- 1792: Idem Antonius Simons, continuatus seu reelectus. Aug.
- 1792: Petrus Franciscus van Audenrode, S. Theologiae et J. U. licentiatus collegii Minoris S. Spiritus praeses. Nov.
- 1793: Idem Petrus Franciscus van Audenrode, reelectus seu continuatus. Febr.
- 1793: Petrus Josephus van Gobbelschroy, Lovaniensis, S. Th. licentiatus, cathedralis Tornacensis canonicus, regens Lilii. Maii.
- 1793: Idem Petrus Josephus van Gobbelschroy, reelectus seu continuatus. Aug.
- 1793: Idem Petrus Josephus van Gobbelschroy, continuatus. Novemb.
- 1794: Nicolaus Deodatus Fortune , praeses collegii de Standonck. Febr. Invasio Gallicae Nationis.
- 1794: Idem Nicolaus Deodatus Fortune, reelectus.
- 1795: Idem Nicolaus Deodatus Fortune, reelectus.
- 1795: Philippus Engelbertus van Billoen, J. U. doct., prof, ad jus canonicum, 2°dae fundationis canonicus.
- 1796: Idem Philippus Engelbertus van Billoen, reelectus.
- 1796: Idem Philippus Engelbertus van Billoen, reelectus.
- 1797: Petrus-Theodorus Verhaegen, ex Haecht, Sacrae Theologiae licentiatus, regens paedagogii Castri.
- 1797: Joannes Josephus Havelange, ex Dieupart, Luxemburgus, theologiae professor Ordinarius, ad S. Petrum Lovanii canonicus, collegii Vigliani praeses. Anno 1794 publicas disputationes habuit pro doctoratu in Sacra theologia, sed ob temporum acerbitatem lauream solemni ritu consequi non potuit. Ultimus ille Academiae ante dispersionem rector vitam suam, pietati et literarum studio sacram, martyrio coronavit. Etenim ob fidei constantiam a Gallis deportatus est primum Bruxellas mense octobri 1797, paulo post Rupellam ac tandem in insulam Cayanam, ubi aerumnis exhaustus obiit die 6 septembris 1798.